# Ivan Čupić
Ivan Čupić (Metković, 27 de março de 1986) é um handebolista profissional croata, é medalhista olímpico de bronze.
Cupic, perdeu as disputa das Olimpíadas de 2008, em um acidente azarado em seus dedos